# Associazione Giovanile Nocerina 1929-1930
Questa pagina raccoglie i dati riguardanti l'Associazione Giovanile Nocerina nelle competizioni ufficiali della stagione 1929-1930.

## Rosa
| N. |                   | Ruolo | Calciatore         |
| -- | ----------------- | ----- | ------------------ |
|    | Italia (bandiera) | C     | Accarino           |
|    | Italia (bandiera) | P     | Vittorio Alfieri   |
|    | Italia (bandiera) | C     | Armando Bertagni   |
|    | Italia (bandiera) | D     | Nicola Borghetti   |
|    | Italia (bandiera) | A     | Casconi            |
|    | Italia (bandiera) | D     | Carlo Ceresole     |
|    | Italia (bandiera) | A     | Alberto Colombetti |

| N. |                   | Ruolo | Calciatore          |
| -- | ----------------- | ----- | ------------------- |
|    | Italia (bandiera) | C     | Giuseppe Friuli     |
|    | Italia (bandiera) | C     | Elio Maccaferri     |
|    | Italia (bandiera) | A     | Salvatore Maresca   |
|    | Italia (bandiera) | A     | Gaudenzio Mortarini |
|    | Italia (bandiera) | D     | Rachele             |
|    | Italia (bandiera) | D     | Gennaro Rescigno    |